# منجم تاوتونا
منجم تاوتونا (بالإنجليزية: TauTona Mine)‏ هو منجم للذهب في ولاية خاوتينغ في جنوب أفريقيا، يطلق عليه أيضاً اسم Western Deep No.3 Shaft. وبعني اسم تاوتونا في اللغة التسوانية «الأسد العظيم».
يبلغ عمق المنجم حوالي 4 كم (3.9 كم)، وهو بذلك من أعمق المناجم في العالم، ويوجد فيه خامات غنية بالذهب.
بدأ الحفر بالمنجم سنة 1957، وبدأت العمليات فيه سنة 1962، وهو مملوك حالياً من شركة أنغلوغولد أشانتي.